# دنیل پلینسکی
دنیل پلینسکی (انگلیسی: Daniel Pliński؛ زادهٔ ۱۰ دسامبر ۱۹۷۸) بازیکن والیبال اهل لهستان عضو سابق تیم ملی والیبال لهستان از سال ۲۰۰۵ تا ۲۰۱۰ و عضو فعلی باشگاه رادم است. پلینسکی در زمان عضویتش در تیم ملی لهستان به مدال نقره قهرمانی جهان و مدال طلا قهرمانی اروپا دست یافت و در رده باشگاهی نیز با اسکرا بلچاتوف به دو نایب قهرمانی لیگ قهرمانان اروپا و دو نایب قهرمانی و یک برنز قهرمانی باشگاه‌های جهان رسید. هشت قهرمانی در پلاس لیگا از دیگر افتخارات با باشگاه‌های مختلف لهستانی او است.